# Cristià Carles de Schleswig-Holstein-Sonderburg-Plön
Cristià Carles de Schleswig-Holstein-Sonderburg-Plön (en danès Chistian Karl af Slesvig-Holsten-Sønderborg-Pløn) va néixer a Magdeburg (Alemanya) el 20 d'agost de 1674 i va morir de la verola a Sønderborg el 23 de maig de 1706. Va ser un noble alemany, fill d'August de Schleswig-Holstein-Sonderburg-Plön (1635-1699) i d'Elisabet Carlota d'Anhalt-Harzgerode (1647-1723).
Va ser oficial de l'exèrcit de Brandenburg. Va iniciar la seva carrera com a oficial i va ser ascendit a coronel el 30 de novembre de 1697. El 14 de gener de 1705 va ser ascendit a general de divisió.
Després de la mort del seu pare i de l'arribada al poder del seu germà gran  Joaquim Frederic el 1699, ell només va rebre els antics dominis del seu oncle, el duc Bernat de Schleswig-Holstein-Sonderburg-Plön, a Søbygård i Gottesgabe a l'illa d'Ærø. Arran del seu matrimoni, pactat secretament amb el seu germà gran, Cristià Carles renunciava als drets dels prínceps per a ell i per als seus descendents i la família va adoptar el nom de von Karlstein. No obstant això, el seu fill Frederic Carles heretaria Schleswig-Holstein-Sonderburg-Plon el 1722, quan Joaquím Frederic va morir sense un hereu baró.

## Matrimoni i fills
El 20 de febrer de 1702 es va casar a Umstadt amb Dorotea Cristina d'Aichelberg
(1674-1762), filla de Joan Francesc d'Aichelburg i d'Anna Sofia de Trautenburg. El matrimoni va tenir tres fills: 
- Carlota Amàlia, nascuda el 1703 i morta prematurament.
- Guillemina Augusta (1704-1749), casada amb Conrad Detlev de Reventlow (1671-1738).
- Frederic Carles (1706-1761), casat amb Cristina Reventlon (1711-1779).